# Мигелитос

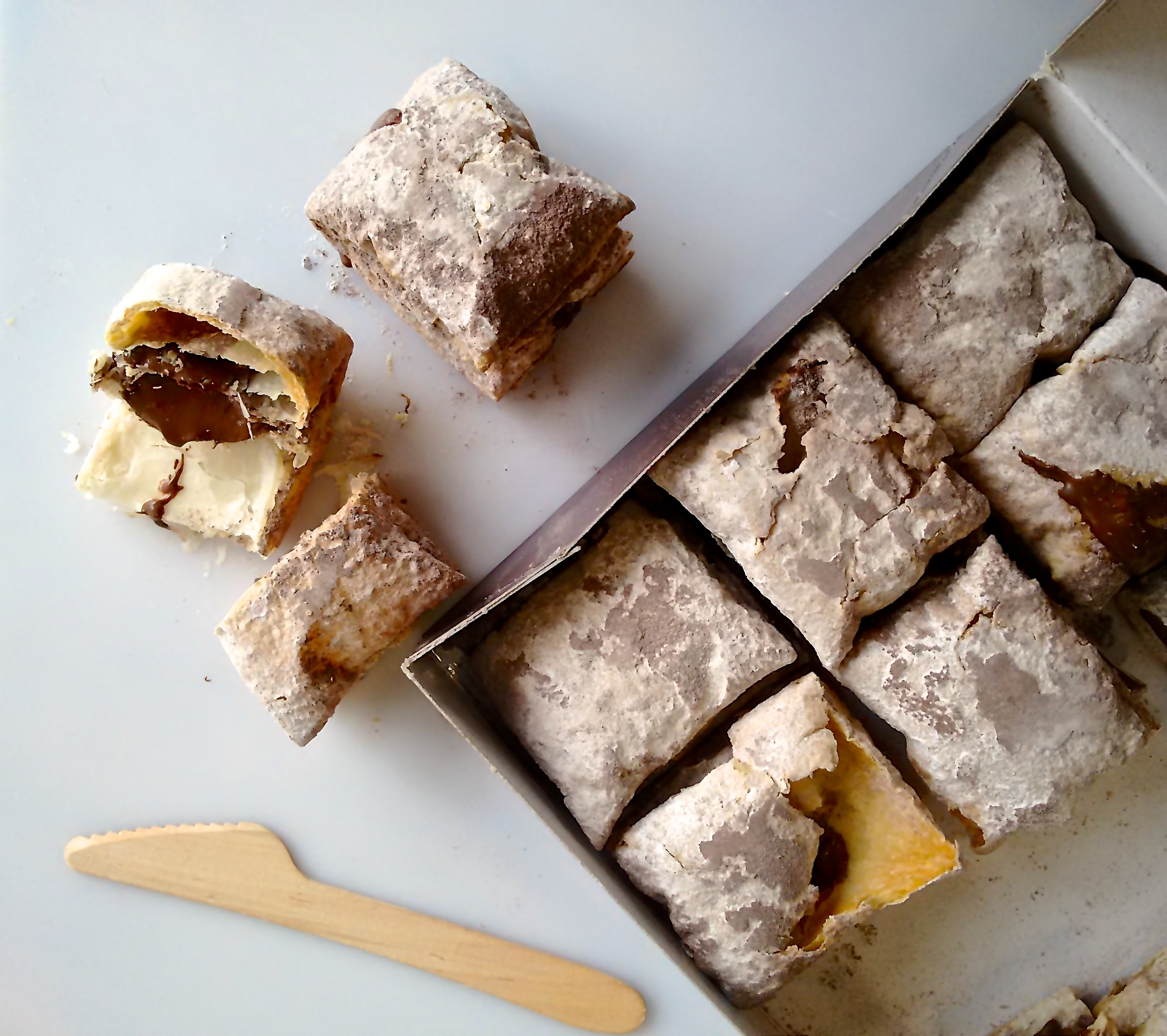
Коробка шоколадных мигелитос

Мигели́тос (исп. miguelitos — «мигельчики») — традиционные испанские пирожные квадратной формы из Ла-Роды в провинции Альбасете из слоёного теста с кремовой начинкой, облитые сахарной глазурью или посыпанные сахарной пудрой. Мигелитос появились в 1960-х годах и пользуются большой популярностью по всей Испании, прославив городок Ла-Роду, который находится удобно для отпускников, отправляющихся на пляжи Испанского Леванта и Мурсии, как раз на полпути из Мадрида. Во время ярмарки в Альбасете продаются тысячи мигелитос, которые обычно запивают кофе, медовым орухо или сидром. В 2000 году Ассоциация производителей мигелитос в Ла-Роде запросила патент на этот рецепт.
По сложившейся легенде «мигельчиков» придумал уроженец Ла-Роды Мануэль Бланко Лопес приблизительно в 1965 году. Мануэль был опытным кондитером, выучившимся у памплонских мастеров. Как-то он угостил слоёными пирожными, приготовленными по собственному рецепту, лучшего друга Мигеля Рамиреса, которого все звали Мигелито. В то время пирожные обычно пекли из бисквитного теста. Но Мигелю пирожные очень понравились, и он зачастил в кондитерскую друга. В один из таких визитов Мигелито спросил у Мануэля, не придумал ли он, как назвать свой кондитерский шедевр. И Мануэль ответил: «Да как тебя, Мигелито».
В классическом рецепте мигелитос начиняют сливочным кремом с лимоном и корицей. С течением времени появились другие варианты: с шоколадным кремом, с белым шоколадом, облитые шоколадной глазурью. Мигелитос не только пекут в духовом шкафу, но и обжаривают во фритюре. Такие мигелитос называются «вековыми» в честь пятисотлетия Божьей Матери Целительницы. Минимигелитос вполовину меньше обычных.